# Andreas Zikos
Andreas "Akis" Zikos (1 de junio de 1974 en Atenas) es un exfutbolista griego. Se desempeñaba como centrocampista y centrocampista defensivo. Destacaba por su fuerza y resistencia.

## Trayectoria
| Club          | País   | Año         |
| ------------- | ------ | ----------- |
| Skoda Xanthi  | Grecia | 1993 - 1998 |
| AEK Atenas FC | Grecia | 1998 - 2002 |
| AS Monaco     | Mónaco | 2002 - 2006 |
| AEK Atenas FC | Grecia | 2006 - 2008 |

## Palmarés
AEK Atenas FC
- Copa de Grecia: 2000, 2002

AS Monaco
- Copa de la Liga de Francia: 2003

- Datos: Q419159